# Saito (Miyazaki)

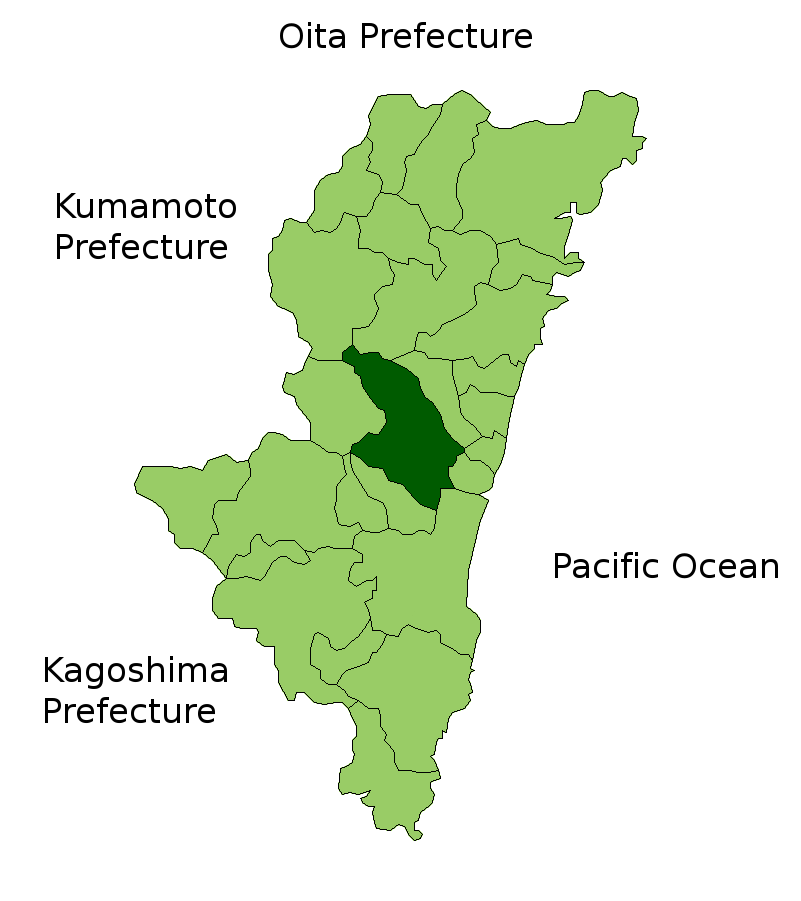
Saito dans la préfecture de Miyazaki.

Pour les articles homonymes, voir Saito.
Saito (西都市, Saito-shi) est une ville située dans la préfecture de Miyazaki, sur l'île de Kyūshū, au Japon.

## Géographie

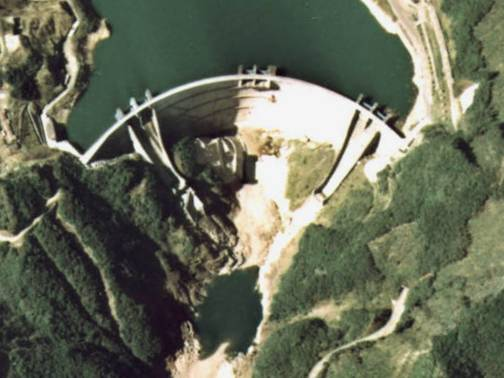
Barrage de Hitotsuse (1976).

### Démographie
Le 1er novembre 2010, Saito comptait 32 615 habitants répartis sur une superficie de 438,56 km2 (densité de population d'environ 74 hab./km2).

### Topographie
5e ville la plus étendue de la préfecture, Saito est composée à 70 % de terrains montagneux et environ 80 % de son territoire sont couverts de forêt.

### Hydrographie
Le fleuve Hitotsuse traverse Saito.

## Histoire
- 1er avril 1924 : le village de Koyugunshimohokita devient la ville de Shimohokita.
- 1er août 1924 : Koyugunshimohokita devient la ville de Tsuma.
- 29 mars 1952 : Saitobaru devient un site historique national reconnu par le gouvernement.
- 1er avril 1958 : Koyogun, la ville de Saito, le village de Sanzai et le village de Tonokori sont réunis dans la ville de Saito.
- 1er novembre 1958 : Koyugun et la ville de Saito deviennent la ville de Saito.
- 1er avril 1962 : fusion de Saito, le village de Sanzai et celui de Higashinishimera.
- 24 janvier 1963 : un incendie se propage dans la rue Heisuke[1], endommageant cent maisons, blessant 418 personnes et en tuant quatre.
- 4 juin 1963, le réseau électrique est achevé par La compagnie d'électricité de Kyūshū.
- 16 octobre 1979 : l'empereur du Japon visite Saitobaru.
- 1er octobre 1998 : une cérémonie est organisée pour fêter les quarante ans de la fondation de la ville.
- 6 septembre 2000 : les ruines du chateau du Tonokori sont reconnues comme site historique national.

## Administration

### Liste des maires
- Takeo Ochiai[2], novembre 1958-avril 1962
- Mamoru Iwakura[3], avril 1966
- Shigemi Nakatake[4], avril 1970-avril 1986
- Shō Kuroda[5], février 1989-février 1997
- Mitsuyuki Nichino[6], février 2001
- Kazumi Hashida[7], février 2005

## Culture locale et patrimoine
Saito possède des temples bouddhistes, des sanctuaires shintō, des musées et des bâtiments historiques. Saito est connue pour son site historique classé : le Saitobaru.

### Événements
Le festival floral de la ville de Saito permet chaque année au début du printemps d'admirer les 2 000 sakura (cerisiers) en fleur de la ville.
Le festival de Kofun, festival d'été de la ville, se déroule, chaque année, au mois d'août, dans le quartier de Saitobaru.

## Éducation
La ville compte neuf écoles primaires, six collèges et deux lycées.